# Aflah Ash Shawm (huyện)
Huyện Aflah Ash Shawm là một huyện thuộc tỉnh Hajjah, Yemen. Đến thời điểm năm 2003, huyện này có dân số 54054 người